# 젠틀맨 리그 (영화)
《젠틀맨 리그》(영어: The League Of Extraordinary Gentlemen)는 미국, 영국, 독일 및 체코의 합작 영화이다. 동명의 만화책의 첫번째 볼륨을 바탕으로 제작되었다.

## 줄거리
1899년, "팬텀"이 이끄는 테러 단체가 잉글랜드 은행을 털어 레오나르도 다 빈치의 베네치아 지반 설계도를 강탈하고, 독일 과학자들을 납치하며, 베를린의 체펠린 비행선 공장을 파괴한다. 대영 제국과 독일 제국이 세계 대전을 시작할 위협에 처하자, 샌더슨 리드라는 영국 특사는 케냐 식민지로 가서 은퇴한 모험가이자 사냥꾼인 앨런 쿼터메인을 영입한다. 그는 처음에는 거절하지만, 암살자들이 그를 죽이려 하자 마음을 바꾼다. 그들을 물리친 후, 그는 동의한다. 런던에서 쿼터메인은 리드의 상사인 "M"을 만나는데, M은 팬텀이 세계 대전을 통해 이익을 얻으려 하며 사흘 뒤 베네치아에서 열리는 세계 지도자 회의를 공격할 것이라고 설명한다. 이를 막기 위해 M은 젠틀맨 리그를 결성하고 쿼터메인, 네모 선장, 흡혈귀 과학자 미나 하커, 그리고 투명 도둑인 로드니 스키너를 영입한다.
리그는 런던 도클랜즈로 가서 저주받은 초상화가 사라져 불멸의 존재가 된 미나의 옛 연인 도리안 그레이를 영입한다. 팬텀과 그의 암살자들이 리그를 공격하지만, 미국 비밀경호국 요원 톰 소여가 개입하여 공격을 막아내는 것을 돕고, 팬텀과 그의 부하들은 후퇴할 수밖에 없다. 소여는 자신이 팬텀을 막기 위한 노력에 합류하기 위해 미국에서 파견되었다고 밝힌다. 그와 그레이가 리그에 합류한 후, 그들은 파리에서 에드워드 하이드를 붙잡고, 그는 다시 그의 또 다른 자아인 헨리 지킬 박사로 변한다. 그 또한 그의 범죄에 대한 사면을 제안받은 후 리그에 합류한다. 네모의 잠수함 노틸러스호를 타고 베네치아로 이동하는 동안, 지킬은 하이드를 통제하는 데 어려움을 겪는 반면, 다른 리그원들은 조타실에서 카메라의 플래시 파우더 잔여물과 지킬의 변신 약물이 담긴 병이 도난당한 것을 발견한 후 내통자가 승선했음을 추론한다. 스키너에게 의심이 가지만 그는 보이지 않는다.
노틸러스호가 베네치아에 도착하자 여러 숨겨진 폭탄이 터져 도시가 붕괴한다. 소여는 네모의 자동차 중 하나를 사용하여 네모에게 핵심 건물에 미사일을 발사하여 파괴를 막으라고 신호를 보내고, 쿼터메인은 팬텀과 맞서 싸우는데, 그는 M으로 가면이 벗겨진 후 다시 도망친다. 도리안은 네모의 선임 항해사 이스마엘을 쏘고 노틸러스호의 탐사 포드를 훔치지만, 이스마엘은 죽기 전에 리그에 그의 배신을 성공적으로 경고한다. 도리안을 추격하는 동안, 리그는 도리안이 남긴 축음기 녹음을 발견하는데, 이는 M이 도리안의 그림을 훔쳐 리그를 조종하여 쿼터메인의 도움으로 하이드, 스키너의 피부 샘플, 미나의 피, 지킬의 약물, 그리고 네모의 과학 사진을 얻으려 했다는 것을 밝힌다. 동시에 들리지 않는 오디오 주파수가 노틸러스호에 숨겨진 여러 폭탄을 활성화시킨다. 지킬과 하이드는 힘을 합쳐 침수된 구역의 물을 빼내고, 스키너는 비밀리에 리그에 메시지를 보내 자신이 탐사 포드에 몰래 탑승했다고 알린다.
스키너의 지시에 따라 리그는 몽골 북부에 도착하여 M의 산악 요새를 찾아낸다. 그들은 곧 스키너와 재회하는데, 스키너는 M이 납치된 과학자들의 가족을 인질로 삼아 M의 작업을 대량 생산하도록 강요했으며, 경쟁 국가들에게 샘플 상자를 팔 계획이라고 밝힌다. 리그는 나뉘어 네모와 하이드는 과학자들과 그 가족을 구출하고, 스키너는 요새를 파괴하기 위해 폭탄을 설치하며, 미나는 도리안의 그림으로 그와 싸워 죽이고, 쿼터메인과 소여는 M을 붙잡기 위해 노력한다. 쿼터메인은 M이 모리아티 교수임을 추론한다. 네모와 하이드는 임무를 완수하지만, M의 부하인 단테가 하이드 약물을 과다 복용하여 압도당한다. 스키너의 폭탄이 터져 단테를 죽이고 두 사람은 탈출한다. 쿼터메인은 M을 궁지에 몰지만, 투명인간이 된 리드가 소여를 인질로 잡는다. 쿼터메인은 리드를 죽이지만, M이 쿼터메인을 치명적으로 찔렀고, 소여가 다시 M을 죽인다. 쿼터메인은 소여에게 새로운 세기에 행운을 빌며 죽는다.
리그는 쿼터메인이 케냐에 묻히는 것을 지켜보며, 한 무의가 쿼터메인에게 아프리카는 결코 그를 죽게 내버려 두지 않을 것이라고 약속했던 것을 회상하고, 자신들의 힘을 선을 위해 계속 사용하기로 동의한다. 무의가 도착하여 쿼터메인의 무덤 위에 비정상적인 뇌우를 소환하는 의식을 수행한다.

## 캐스팅
- 숀 코네리 : 알란 쿼터메인 역
- 쉐인 웨스트 : 톰 소어 역
- 스튜어트 타운젠드 : 도리언 그레이 역
- 리차드 록스버그 : M 역
- 페타 윌슨 : 미나 하커 역
- 토니 커렌 : 투명인간 로드니 스키너 역
- 제이슨 플레밍 : 닥터 지킬 / 하이드 역
- 네시러딘 샤 : 네모 선장 역
- 데이빗 헤밍스 : 니젤 역

## 한국판 성우진 (MBC, 2006년 8월 5일)
- 유강진 - 알란 쿼터메인(숀 코네리)
- 손원일 - 톰 소여(쉐인 웨스트)
- 이윤연 - 도리언 그레이(스튜어트 타운젠드)
- 김명수 - M(리차드 록스버그)
- 전임복 - 미나 하커(페타 윌슨)
- 전국근 - 나이젤(데이비드 헤밍스)
- 김강산 - 로드니 스키너(토니 커랜) / 사냥꾼(로버트 바히)
- 황윤걸 - 하이드(제이슨 플레밍) / 리드(톰 굿맨힐)
- 황일청 - 네모 선장(네시러딘 샤)
- 최상기 - 지킬 박사(제이슨 플레밍)
- 이승환 - 단데(맥스 라이언)
- 김두희 - 선원(리즈 미딘)
- 류승곤 - 군인(로버트 오르)
- 양준건 - 이스마엘(테리 오넬)
- 이민하 - 녹음 기사(엘렌 사바리아)